# Guy Saint-Vil
Guy Saint-Vil (21 de outubro de 1942) é um ex-futebolista profissional haitiano que atuava como atacante.

## Carreira
Guy Saint-Vil fez parte do elenco histórico da Seleção Haitiana de Futebol, na Copa do Mundo de 1974, ele teve duas presenças.

## Ligações Externas
- Perfil em Fifa.com (em inglês)